# So wird’s gemacht
So wird’s gemacht ist eine Buchreihe mit modellspezifischen Reparaturanleitungen für Personenkraftwagen im Delius Klasing Verlag.
Die erste Ausgabe der aktuellen Reihe erschien 1974 und behandelte den VW Passat. Bis heute erschienen über 150 verschiedene Ausgaben mit einer Gesamtauflage von mehr als sieben Millionen. Die für das Verfassen und die Illustration der Bücher benötigten Fahrzeuge und Informationen werden im Regelfall von der Automobilindustrie zur Verfügung gestellt. Autor war seit Erscheinen der Erstausgabe bis 2017 Hans-Rüdiger Etzold. Seit Band 159 (Volvo 740 & 760) werden bei Haynes Publishing erschienene Bände ins Deutsche übersetzt, während Etzold weiterhin als Herausgeber fungiert.
Der erste Band erschien 1966 ohne Verfasserangabe, er behandelt den VW Käfer. Die Reparaturanleitungen wurden unter anderem in der Zeitschrift „Gute Fahrt“ beworben, die seit 1950 im selben Verlag erscheint. Vergleichbare Reihen sind Jetzt helfe ich mir selbst des Motorbuch-Verlags, die Reparaturanleitungen des Bucheli-Verlags sowie des englischen Verlags Haynes Publishing.
Einige ältere Bände können kostenlos auf der offiziellen Internetseite eingesehen werden.

## Verfügbare Bände
Audi
- Band 1: Audi 50 LS/GL von 1974 bis 1978 Online-Ausgabe
- Band 4: Audi 80 8/78 bis 8/86, Audi Coupé 8/81 bis 12/87 – ISBN 978-3-7688-0318-2
- Band 5: Audi 100 1976–1982 85 PS und Audi Avant 1976–1982 – Online-Ausgabe
- Band 6 Audi 100 1976–1982 115 PS und Audi Avant 1976 – Online-Ausgabe
- Band 7: Audi 100 und Avant 05/77 bis 08/82 – ISBN 978-3-7688-0275-8 – Online-Ausgabe
- Band 15: VW Polo 3/75 bis 8/81, VW Derby 3/77 bis 8/81, Audi 50 9/74 bis 8/78 – ISBN 978-3-7688-0209-3 – Online-Ausgabe
- Band 30: Audi 80 1980–1986 – Online-Ausgabe
- Band 40: Audi 100 1982–1990 und Audi Avant 1982–1990 – Online-Ausgabe
- Band 41: Audi 100 / 200 von 9/82 bis 11/90 – ISBN 978-3-7688-0452-3 – Online-Ausgabe
- Band 59: Audi 80/90 9/86 bis 8/91 – ISBN 978-3-7688-0576-6 – Online-Ausgabe
- Band 73: Audi 100 von 11/90 bis 5/94 – Online-Ausgabe
- Band 77: Audi 80 9/91 bis 8/94, Avant bis 12/95 – ISBN 978-3-7688-0740-1
- Band 98: Audi A4 von 11/94-10/00 – ISBN 978-3-7688-0898-9
- Band 110: Audi A3 6/96 bis 4/03 – ISBN 978-3-7688-1058-6
- Band 114: Audi A6 4/97 bis 3/04 – ISBN 978-3-7688-1116-3
- Band 127: Audi A4 von 11/00 bis 11/07 – ISBN 978-3-7688-1468-3
- Band 137: Audi A3 von 5/03 bis 10/12 – ISBN 978-3-7688-1786-8
- Band 147: Audi A4 – ISBN 978-3-7688-2639-6

BMW
- Band 58: BMW 3er Limousine von 9/82 bis 8/90 – ISBN 978-3-7688-0561-2 – Online-Ausgabe
- Band 67: BMW 5er Reihe 9/87 bis 7/95 – Online-Ausgabe
- Band 68: BMW 5er 1972–1987 – ISBN 978-3-7688-0666-4 – Online-Ausgabe
- Band 74: BMW 3er Reihe Limousine von 11/89 bis 3/99 – ISBN 978-3-7688-0733-3
- Band 102: BMW 5er Reihe 12/95 bis 6/03 – ISBN 978-3-7688-0942-9
- Band 116: BMW 3er Reihe 4/98 bis 2/05 – ISBN 978-3-7688-1155-2
- Band 138: BMW 3er Reihe E90 3/05–1/12 – ISBN 978-3-7688-1837-7
- Band 139: BMW 1er Reihe 9/04–8/11 – ISBN 978-3-7688-1838-4

Citroën
- Band 100: Fiat Ducato/Peugeot Boxer/Citroen Jumper von 1982 bis 2002 – ISBN 978-3-7688-0941-2
- Band 161: Citroen Berlingo von 1996 bis 2010 – ISBN 978-3-667-11409-9

Fiat
- Band 64: Fiat Panda 1980–1995 – ISBN 978-3-7688-0630-5 – Online-Ausgabe
- Band 65: Fiat Uno 1982–1995 – Online-Ausgabe
- Band 92: Fiat Punto 10/93–8/99 – ISBN 978-3-7688-0869-9
- Band 93: Fiat Tipo 1988–1995 – Online-Ausgabe
- Band 99 Fiat Cinquecento ab 1993 – Online-Ausgabe
- Band 100: Fiat Ducato/Peugeot Boxer/Citroen Jumper – ISBN 978-3-7688-0941-2
- Band 106: Fiat Bravo / Brava 9/95 bis 8/01 – ISBN 978-3-7688-1005-0 -	Online-Ausgabe
- Band 123: Fiat Seicento von 3/98 bis 9/07 – ISBN 978-3-7688-1253-5
- Band 125: Fiat Punto 9/99–1/06 – ISBN 978-3-7688-1397-6 – Online-Ausgabe

Ford
- Band 37: Ford Escort, Ford Orion 8/80 bis 8/90 – ISBN 978-3-7688-0435-6 – Online-Ausgabe
- Band 39: Ford Sierra 1982–1993 – Online-Ausgabe
- Band 53: Ford Fiesta 1976–1989 – Online-Ausgabe
- Band 69: Ford Fiesta 4/89 bis 12/95, Fiesta Classic von 1/96 bis 7/96 – ISBN 978-3-7688-0667-1 – Online-Ausgabe
- Band 72: Ford Escort/Orion 9/90 bis 8/98 – ISBN 978-3-7688-0703-6
- Band 87: Ford Scorpio 1985–1998 – ISBN 978-3-7688-0817-0 – Online-Auswahl
- Band 91: Ford Mondeo 11/92-11/00, Online-Ausgabe
- Band 107: Ford Fiesta von 1/96 bis 9/08, Ford Ka ab 11/96 – Mazda 121 von 2/96 bis 2/03 – Online-Ausgabe
- Band 108: VW Sharan von 6/95 bis 8/10, Ford Galaxy 6/95-4/06, Seat Alhambra 4/96-8 – ISBN 978-3-7688-1027-2
- Band 117: Ford Focus 10/98–10/04 – ISBN 978-3-7688-1181-1
- Band 128: Ford Mondeo von 11/00 bis 4/07 – ISBN 978-3-7688-1530-7
- Band 141: Ford Focus II 11/04–3/11, Ford C-Max 5/03-11/10 – ISBN 978-3-7688-1920-6
- Band 143: Ford Fiesta 3/02 bis 8/08 – ISBN 978-3-7688-1981-7
- Band 154: Ford Fiesta ab 10/08 – ISBN 978-3-7688-3601-2
- Band 155: Ford Focus ab 4/11 – ISBN 978-3-7688-3692-0

Honda
- Band 115: Honda Civic 10/87 bis 3/01 – Online-Ausgabe

Mazda
- Band 83: Mazda 323 1985–1994 – Online-Ausgabe
- Band 84: Mazda 626 1983–1991 – Online-Ausgabe
- Band 107: Ford Fiesta von 1/96 bis 9/08, Ford Ka ab 11/96 – Mazda 121 von 2/96 bis 2/03 – ISBN 978-3-7688-1006-7
- Band 119: Mazda 626 1/92 bis 5/02 – ISBN 978-3-7688-1237-5
- Band 163: Mazda MX-5 1989-2005 – ISBN 978-3-667-11573-7

Mercedes
- Band 46: Mercedes 190/190E W 201 von 12/82 bis 5/93 – ISBN 978-3-7688-0490-5
- Band 47: Mercedes 190 Diesel W 201 von 8/83 bis 5/93 – Online-Ausgabe
- Band 54: Mercedes E-Klasse W 124 von 1/85 bis 6/95 – ISBN 978-3-7688-0537-7
- Band 55: Mercedes E-Klasse Diesel W124 von 1/85 bis 6/95 – ISBN 978-3-7688-0538-4
- Band 56: Mercedes 200 / 230 / 230 E / 250 / 280 / 280 E – Online-Ausgabe
- Band 57: Mercedes 200 D/220 D/240 D/300 D 1/76 bis 12/84 – Online-Ausgabe
- Band 88: Mercedes C-Klasse W 202 von 6/93 bis 5/00 – ISBN 978-3-7688-0818-7
- Band 89: Mercedes C-Klasse Diesel W 202 von 6/93 bis 5/00 – ISBN 978-3-7688-0819-4
- Band 103: Mercedes E-Klasse W 210 6/95 bis 3/02 – ISBN 978-3-7688-0963-4
- Band 104: Mercedes E-Klasse W210 Diesel 95–197 PS – ISBN 978-3-7688-0964-1
- Band 124: Mercedes A-Klasse von 10/97 bis 8/04 – ISBN 978-3-7688-1291-7
- Band 126: Mercedes C-Klasse W 203 von 6/00 bis 03/07 – ISBN 978-3-7688-1422-5
- Band 140: A-Klasse 9/04–4/12 – B-Klasse 7/05–6/11 – ISBN 978-3-7688-1919-0
- Band 146: Mercedes C-Klasse ab 3/07 – ISBN 978-3-7688-2587-0

MINI
- Band 144: MINI 1 2001–2006, MINI 2 ab 2006, ISBN 978-3-7688-2450-7

Mitsubishi
- Band 82: Mitsubishi Colt 1984-1988, 1988-1992, Mitsubishi Lancer 1984-1988, 1988-1992 – Online-Ausgabe

Nissan
- Band 85: Nissan Micra 1983–2002 – ISBN 978-3-7688-0801-9 – Online-Ausgabe
- Band 86: Nissan Sunny 1986–1995 – Online-Ausgabe
- Band 160: Nissan Qashqai 2/07 bis 11/13 – ISBN 978-3-667-11408-2

Opel
- Band 22: Opel Kadett D 8/79 bis 8/84 – ISBN 978-3-7688-0353-3
- Band 29: Opel Kadett B + C 08/65 bis 08/73, Opel Olympia A 08/67 bis 08/70 – ISBN 978-3-7688-0386-1
- Band 36: Opel Ascona A + B 8/70 bis 8/81, Opel Manta A + B 8/70 bis 6/88 – ISBN 978-3-7688-0412-7
- Band 42: Opel Rekord C/D/E 8/66 bis 8/86 – ISBN 978-3-7688-0453-0
- Band 49: Opel Corsa 1982–1993 – Online-Ausgabe
- Band 50: Opel Kadett 1984–1991 – Online-Ausgabe
- Band 51: Opel Kadett 1984–1991 – Online-Ausgabe
- Band 52: Opel Kadett 1984–1991 – Online-Ausgabe
- Band 60: Opel Omega 1986–1993 – Online-Ausgabe
- Band 66: Opel Vectra A 9/88 bis 9/95 / Calibra 2/90 bis 7/97 – Online-Ausgabe
- Band 78: Opel Astra F 9/91 bis 3/98 – ISBN 978-3-7688-0760-9
- Band 90: Opel Corsa B/Tigra 3/93 bis 8/00 – ISBN 978-3-7688-0820-0
- Band 96: Opel Omega B 1/94 bis 7/03 – ISBN 978-3-7688-0896-5
- Band 101: Opel Vectra B 10/95 bis 2/02 – ISBN 978-3-7688-0943-6
- Band 113: Opel Astra G 3/98 bis 2/04 und Opel Zafira A 4/99 bis 6/05 – ISBN 978-3-7688-1083-8
- Band 131: Opel Corsa C 9/00 bis 9/06, Opel Meriva A 5/03 bis 4/10 – ISBN 978-3-7688-1560-4
- Band 132: Opel Vectra C 3/02 bis 7/08, Opel Signum 5/03 bis 7/08 – ISBN 978-3-7688-1586-4
- Band 135: Opel Astra H 3/04–11/09, Opel Zafira B ab 7/05 – ISBN 978-3-7688-1693-9
- Band 145: Opel Corsa D ab 10/06 – ISBN 978-3-7688-2518-4
- Band 153: Opel Astra J ab 12/09 Opel Zafira C ab 1/12 – ISBN 978-3-7688-3517-6
- Band 162: Opel Corsa E 2014-2018 – ISBN 978-3-667-11578-2

Peugeot
- Band 70: Peugeot 205 9/83 bis 7/96 – Online-Ausgabe
- Band 94: Peugeot 106 ab 9/91 – ISBN 978-3-7688-0871-2 – Online-Ausgabe
- Band 100: Fiat Ducato/Peugeot Boxer/Citroen Jumper von 1982 bis 2002 – ISBN 978-3-7688-0941-2
- Band 121: Peugeot 206 – Von 10/98 bis 5/13 – ISBN 978-3-7688-1254-2
- Band 161: Peugeot Partner von 1996 bis 2010 – ISBN 978-3-667-11409-9

Renault
- Band 62: Renault R4 1964–1986 – ISBN 3-7688-0617-0 – Online-Ausgabe
- Band 63: Renault R5 1985–1992 – Online-Ausgabe
- Band 71: Renault R19 1988–1996 – Online-Ausgabe
- Band 76: Renault Clio 1/91 bis 8/98 – ISBN 978-3-7688-0739-5 – Online-Ausgabe
- Band 95:  Renault Twingo von 6/93 bis 12/06 – ISBN 978-3-7688-0872-9
- Band 105: Renault Mégane 1/96 bis 10/02 / Scenic von 1/97 bis 3/03 – ISBN 978-3-7688-0978-8

Seat
- Band 108: VW Sharan von 6/95 bis 8/10, Ford Galaxy 6/95–4/06, Seat Alhambra 4/96-8/10 – ISBN 978-3-7688-1027-2
- Band 118: VW Lupo 9/98 bis 3/05 – Seat Arosa 3/97 bis 12/04 – ISBN 978-3-7688-1182-8
- Band 129: VW Polo IV 11/01–5/09, Seat Ibiza 4/02–4/08 – ISBN 978-3-7688-1535-2

Škoda
- Band 120: Škoda Octavia I von 8/96 bis 5/04, Octavia Tour bis 10/10 – Online-Ausgabe
- Band 130: Škoda Fabia von 1/00 bis 3/07 – ISBN 978-3-7688-1552-9
- Band 142: Škoda Octavia II ab 6/04 – ISBN 978-3-7688-1980-0
- Band 150: Škoda Fabia II ab 4/07 – ISBN 978-3-7688-3224-3

Toyota
- Band 81: Toyota Corolla 1983–1992 – Online-Ausgabe
- Band 122: Toyota Corolla 8/92 bis 1/02 – ISBN 978-3-7688-1255-9

Volvo
- Band 159: Volvo 740 & 760 von 1982 bis 1991 – ISBN 978-3-667-11252-1

VW
- Band 8: VW Derby 1977–1981 – Online-Ausgabe
- Band 9: VW Golf 9/76 bis 8/83, Jetta 8/80 bis 1/84, Caddy ab 11/82 (Diesel) – ISBN 978-3-7688-0264-2
- Band 10: VW Golf 9/74 bis 8/83, Scirocco von 3/74 bis 4/81, Jetta von 8/79 bis 12/83 – ISBN 978-3-7688-0200-0
- Band 11: VW Caddy 1982–1992, VW Golf 1974–1983, VW Jetta 1979–1983, VW Scirocco 1974–1981 Online-Ausgabe
- Band 12: VW Passat 1975–1980 Online-Ausgabe
- Band 13: VW Passat 8/73 bis 8/80 – ISBN 978-3-7688-0299-4
- Band 14: VW Passat 1978–1980 – Online-Ausgabe
- Band 15: VW Polo 3/75 bis 8/81, VW Derby 3/77 bis 8/81, Audi 50 9/74 bis 8/78 – ISBN 978-3-7688-0209-3
- Band 16: VW Käfer 9/60 bis 12/86 – ISBN 978-3-7688-0237-6
- Band 17: VW-Bus 73 bis 79 – ISBN 978-3-7688-0301-4
- Band 18: VW-Bus 01/74 bis 05/79 – ISBN 978-3-7688-0304-5
- Band 19: VW Jetta 1974–1983 – Online-Ausgabe
- Band 20: VW Jetta 1979–1983 – Online-Ausgabe
- Band 23: VW-Bus 1979–1982 – Online-Ausgabe
- Band 24: VW-Bus 1979–1982 – Online-Ausgabe
- Band 25: VW Jetta 1980–1984 – Online-Ausgabe
- Band 26: VW Passat 1980–1983 – Online-Ausgabe
- Band 27: VW Passat 9/80 bis 3/88 – ISBN 978-3-7688-0384-7
- Band 28: VW Passat 9/80 bis 3/88 Diesel – ISBN 978-3-7688-0385-4
- Band 34: VW Polo von 9/81 bis 8/94, VW Derby von 9/81 bis 8/85 – ISBN 978-3-7688-0408-0
- Band 35: VW-Bus und Transporter Diesel von 11/80 bis 12/90, Bus Syncro Diesel von 02/85 bis 10/92 – ISBN 978-3-7688-0411-0
- Band 38: VW-Bus und Transporter von 10/82 bis 12/90, VW-Bus Syncro von 2/85 bis 10/92 – ISBN 978-3-7688-0436-3
- Band 43: VW GOLF II von 9/83 bis 6/92, VW JETTA II von 2/84 bis 9/91 – ISBN 978-3-7688-0473-8
- Band 44: VW Golf II 9/83 bis 9/91, Jetta 1/84 bis 9/91 – ISBN 978-3-7688-0474-5
- Band 45: VW Golf II Diesel von 9/83 bis 6/92, Jetta Diesel von 2/84 bis 9/91 – ISBN 978-3-7688-0475-2
- Band 61: VW Passat – Limousine von 4/88 bis 9/96, Variant von 6/88 bis 5/97 – ISBN 978-3-7688-0625-1
- Band 75: VW Caravelle/Transporter T4 von 9/90 bis 1/03 – ISBN 978-3-7688-0738-8
- Band 79: VW Golf III Limousine von 9/91 bis 8/97, Golf Variant von 9/93 bis 12/98, Vento 2/92 bis 8/9 – ISBN 978-3-7688-0761-6
- Band 80: VW Golf III Diesel 9/91 bis 8/97 / Vento Diesel 2/92 bis 8/97 – ISBN 978-3-7688-0762-3
- Band 97: VW Polo III 9/94 bis 10/01 – ISBN 978-3-7688-0897-2
- Band 108: VW Sharan von 6/95 bis 8/10, Ford Galaxy 6/95-4/06, Seat Alhambra 4/96-8/10 – ISBN 978-3-7688-1027-2
- Band 109: VW Passat 10/96 bis 2/05 – ISBN 978-3-7688-1026-5
- Band 111: VW Golf IV 9/97 bis 9/03, Bora 9/98 bis 5/05, Golf IV Variant 5/99 bis 5/06, Bora Variant 5/99 bis 9/04 – ISBN 978-3-7688-1059-3
- Band 112: VW Golf IV Diesel 9/97 bis 9/03, Bora Diesel 9/98 bis 5/05 – ISBN 978-3-7688-1065-4
- Band 118: VW Lupo 9/98 bis 3/05 – Seat Arosa 3/97 bis 12/04 – ISBN 978-3-7688-1182-8
- Band 129: VW Polo IV 11/01–5/09, Seat Ibiza 4/02–4/08 – ISBN 978-3-7688-1535-2
- Band 133: VW Golf V / VW Touran 10/03 bis 9/08 – ISBN 978-3-7688-1619-9
- Band 134: VW Multivan / VW Transporter T5 115-235 PS – ISBN 978-3-7688-1681-6
- Band 136: VW Passat 3/05 bis 10/10 – ISBN 978-3-7688-1749-3
- Band 148: VW Golf VI 10/08–10/12 – ISBN 978-3-7688-2652-5
- Band 149: VW Polo ab 6/09 – ISBN 978-3-7688-3152-9
- Band 151: VW Touran III (ab 8/10), VW Jetta VI (ab 7/10), VW Golf VI Variant (ab 10/09), VW Golf VI Plus (ab 3/09) – ISBN 978-3-7688-3368-4
- Band 152: VW Tiguan ab 10/07 – ISBN 978-3-7688-3385-1
- Band 156: VW Golf VII ab 11/12 – ISBN 978-3-7688-3758-3
- Band 157: VW Passat VII 11/10 bis 10/14 – ISBN 978-3-667-10132-7

Special-Bände
- Band 1: Land Rover Defender – ISBN 978-3-7688-3693-7
- Band 2: Restaurieren wie die Profis – ISBN 978-3-7688-5811-3
- Mein Restaurierungs-Album – ISBN 978-3-7688-3878-8
- Band 3: Wohnwagen – ISBN 978-3-667-10133-4
- Band 4: Motorrad-Technik – ISBN 978-3-667-10328-4
- Band 5: Off Road – ISBN 978-3-667-10469-4
- Band 6: VW Transporter T2 restaurieren – ISBN 978-3-667-10698-8
- Band 7: Restaurieren wie die Profis 2 – ISBN 978-3-667-11070-1
- Band 8: Land Rover 90, 110 & Defender restaurieren – ISBN 978-3-667-11114-2